# Epafras
Epafras ( em grego : Ἐπαφράς ) foi um pregador cristão que espalhou o evangelho a seus concidadãos colossenses . Quando Paulo era um prisioneiro em Roma, Epafras veio se encontrar com ele para contar ao apóstolo sobre um estranho ensinamento que ameaçava a segurança da igreja de Colossas. Ele permaneceu com Paulo em Roma em oração pelas igrejas do vale do Lico e foi, de certa forma, seu "companheiro de prisão". Paulo foi testemunha de suas preces por Colossas e de seu trabalho e serviço lá e em Laodiceia e Hierápolis.
Segundo Adam Clarke, quase não se sabe nada sobre ele, exceto que ele era natural de Colossas (porque Paulo, em sua epístola aos Colossenses, o chama de um dos seus, em grego ὁ εξ ὑμων·) e foi possivelmente o primeiro a pregar na cidade. Clarke não descarta a possibilidade de que Epafras e Epafrodito fossem a mesma pessoa, sendo Epafras uma forma contraída de Epafrodito, assim como Demas era de Demétrio.
Segundo o Easton's Bible Dictionary, ele possivelmente foi o fundador da igreja de Colossas e não deve ser confundido com Epafrodito.
Sua memória é celebrada pela Igreja Católica em 19 de julho.